# Oleandra articulata
Oleandra articulata là một loài dương xỉ trong họ Oleandraceae. Loài này được Sw. C. Presl mô tả khoa học đầu tiên năm 1836.